# Colin Gaston
Pas d'image ? Cliquez ici

a Compétitions nationales et continentales officielles uniquement.

Dernière mise à jour le 20 janvier 2024.
Colin Gaston, né le 22 avril 1973 à Toulouse, est un joueur français de rugby à XV évoluant au poste de deuxième ligne. Il termine sa carrière en 2009 au sein de l'effectif du Castres olympique.

## Carrière
Colin Gaston est contraint de mettre un terme à sa carrière professionnelle en 2009, à la suite d'une blessure au genou.

## Palmarès

### En club
- Vainqueur de la Coupe Frantz-Reichel en 1991 avec le Stade toulousain.
- Finaliste du Championnat de France en 1995 avec le Castres olympique et en 2004 avec l'USA Perpignan.

### En équipe nationale
- Équipe de France universitaire : champion du monde en 1996
- Équipe de France junior : champion du monde en 1991